# María de Nati
María Díaz (Madrid, 11 de juny de 1997, més coneguda com a María de Nati és una actriu espanyola coneguda per les seves múltiples participacions a sèries de televisió, especialment a El secreto de Puente Viejo (2015-2016), La víctima número 8 (2018), Madres. Amor y vida (2020-2022) o Entrevías.
També ha participat a les pel·lícules Que Dios nos perdone (2016) y El reino (2018) de Rodrigo Sorogoyen, així com a les comèdies Si yo fuera rico (2019) d'Álvaro Fernández Armero, i El buen patrón (2021) de Fernando León de Aranoa.

## Biografia
Nascuda a Madrid el 1997, va interpretar el seu primer paper el 2014 a la sèrie El Rey de Telecinco. Només un any després es va unir al repartiment de El secreto de Puente Viejo d'Antena 3, interpretant la Prado Castañeda.
El 2016 va interpretar l'Elena a la pel·lícula Que Dios nos perdone de Rodrigo Sorogoyen, participant un any després a les sèries Mónica Chef, Reinas, Apaches i Disney Cracks.
El 2018 va participar novament a una pel·lícula de Rodrigo Sorogoyen, El reino, i va tenir un paper protagonista a La víctima número 8, d'ETB2, on va interpretar l'Edurne. A més, va participar en altres ficcions com La verdad de Telecinco o la primera temporada de Bajo la red, per a Playz. També va protagonitzar la sèrie Todo por el juego per a la plataforma Movistar+.
El 2019 va participar en la segona temporada de Bajo la red i va gravar la web-sèrie Terrorr.app per a Flooxer, la plataforma digital d'Atresmedia. A més, també va tenir un petit paper a la pel·lícula Si yo fuera rico. El 2020 va participar en un dels episodis de la segona temporada de Gente hablando per a Flooxer, i va aconseguir un dels papers secundaris a Madres. Amor y vida per a Telecinco y Amazon Prime Video, on interpretava la Juani Soler. Es va mantenir al repartiment secundari durant les dues primeres temporades de la sèrie i va passar a formar part del repartiment principal a la tercera.
El 2021 va fitxar per Deudas per Atresplayer Premium, interpretant la Sara. A més, es va anunciar el seu fitxatge per a la nova sèrie d'Aitor Gabilondo per a Telecinco, Entrevías, amb José Coronado i Luis Zahera com a companys de repartiment. El mateix any també va estrenar la pel·lícula El buen patrón, protagonitzada per Javier Bardem i dirigida per Fernando León de Aranoa, que es va pre-estrenar al Festival Internacional de Cinema de Sant Sebastià.

## Filmografia

### Televisió
| Any             | Títol                      | Cadena                  | Personatge           | Notes        |
| --------------- | -------------------------- | ----------------------- | -------------------- | ------------ |
| 2014            | El Rey                     | Telecinco               | Pilar de Borbón nena | 1 episodi    |
| 2015            | Águila Roja                | La 1                    | Extra                | 1 episodi    |
| 2015 - 2016     | El secreto de Puente Viejo | Antena 3                | Prado Castañeda      | 199 episodis |
| 2017            | Reinas                     | La 1                    | Extra                | 1 episodi    |
| 2017            | Mónica Chef                | Disney Channel Italia   | Vanesa Salazar       | 17 episodi   |
| 2017            | Apaches                    | Antena 3                | Carol                | 1 episodi    |
| 2017 - 2018     | Disney Cracks              | Disney XD               | Daniela              | 22 episodis  |
| 2018            | La verdad                  | Telecinco               | Marta Rivelles       | 3 episodis   |
| 2018            | La víctima número 8        | Telemadrid / ETB        | Edurne Aranguren     | 8 episodis   |
| 2018 - 2019     | Bajo la red                | Playz                   | Irene Velázquez      | 13 episodis  |
| 2018 - 2019     | Todo por el juego          | Directv / Movistar+     | Lucrecia             | 16 episodis  |
| 2019            | Terror.app                 | Flooxer                 | Elena Mangado        | 6 episodis   |
| 2019            | Circular                   | Playz                   | Sara de la Fuente    | 5 episodis   |
| 2020            | Gente hablando             | Flooxer                 | Filla                | 1 episodi    |
| 2020            | Adentro                    | Youtube                 | Maite                | 1 episodi    |
| 2020            | Encrucijada                | Movistar+               | María Blanco         | 1 episodi    |
| 2020 - 2022     | Madres. Amor y vida        | Telecinco / Prime Video | Juani Soler Lago     | 28 episodis  |
| 2021            | Deudas                     | Antena 3                | Sara de la Vega      | 13 episodis  |
| 2022 - presente | Entrevías                  | Telecinco               | Nata                 | 16 episodis  |
| 2023            | Nacho                      | Atresplayer             | Sara Bernat          | 8 episodis   |
| 2023            | Las pelotaris 1926         | Vix+                    | Itzi Galarrán        | 8 episodis   |

### Cinema
| Any  | Títol                | Personatg | Director                |
| ---- | -------------------- | --------- | ----------------------- |
| 2016 | Que Dios nos perdone | Elena     | Rodrigo Sorogoyen       |
| 2018 | El reino             | Nati      | Rodrigo Sorogoyen       |
| 2019 | Si yo fuera rico     | Tania     | Álvaro Fernández Armero |
| 2021 | El buen patrón       | Ángela    | Fernando León de Aranoa |